# Tipula (Platytipula) alexanderi
Tipula (Platytipula) alexanderi is een tweevleugelige uit de familie langpootmuggen (Tipulidae). De soort komt voor in het Oriëntaals gebied.